# 駱瓏
駱瓏（1450年—？），字蘊良，浙江紹興府諸暨縣人，民籍，明朝政治人物。

## 生平
浙江鄉試第五十七名舉人。成化十七年（1481年）中式辛丑科二甲第十八名進士。历任广东潮州府知府。

## 家族
曾祖駱則民；祖父駱公達；父駱章，國子生。母丁氏。